# Gabriel Brezoianu
Gabriel Brezoianu (n. 18 ianuarie 1977, București) este fost un jucător de rugby român. Evolua ca centru sau aripă de treisferturi.
A fost selecționat pentru prima dată la echipa națională a României pentru un meci împotriva Franței în iunie 1997. A jucat în toate cele trei meciuri de la Campionatul Mondial de Rugby  din 1999, 2003, 2007. De-a lungul carierei a strâns 71 de selecții pentru „Stejarii” și a marcat 142 puncte, inclusiv 28 eseuri. Astfel este cel mai bun marcator român, egal cu Cătălin Fercu.

## Legături externe
- en  Statistice internaționale Arhivat în 23 decembrie 2015, la Wayback Machine. pe ESPN Scrum